# 女のブルース
「女のブルース」は、1970年2月5日に発売された藤圭子の2枚目のシングル。

## 解説
- 自身初のオリコンチャート1位を獲得し8週間連続。累計売り上げは110万枚（公称）を記録[2]。
- 「女のブルース」・「圭子の夢は夜ひらく」で18週間連続1位。またこの「女のブルース」から5枚目「女は恋に生きてゆく」まで計4枚のシングルで、42週間連続のトップ10入りを記録している[1]。
- 猪俣公章は、作曲を依頼した石坂まさをに「四行詩にして、上半分を同じフレーズで統一してほしい」と注文をつけた。結果、四行詩の上半分、つまり一番は「女ですもの」、二番は「あなたひとりに」が四つ並び、下半分の詞だけ変わるというきわめて単純な構成のようにみえて、実は凝っていて、デビュー作『新宿の女』の重さ、暗さに比べて、これはさらりとしたなかに漂う哀愁をもたらした[3]。

## 収録曲
- 両楽曲共に、作詞：石坂まさを

1. 女のブルース（3分55秒）
作曲：猪俣公章／編曲：成田征英
2. あなた任せのブルース（3分6秒）
作曲：森川登／編曲：池田孝

## 主な収録作品
- 『藤圭子 伝説の名曲』（1999年、BVCK- 37046）
- 『聞いて下さい私の人生〜藤圭子コレクション』（2000年、BVCK-37085/90）
- 『GOLDEN☆BEST 藤圭子』（2005年、BVCK-38110）
- 『GOLDEN☆BEST 藤圭子 ヒット&カバーコレクション 艶歌と縁歌』（2010年、MHCL-1825/6）
- 『女のブルース』 (復刻版)（2013年、MHCL-30049）